# Praia da Rata
A Praia da Rata (ou das Moitas) situada no Monte Estoril.
A Praia da Rata (seu nome original), posteriormente chamada de Praia das Moitas (sobretudo para os turistas e para os veraneantes), é uma praia portuguesa situada entre Cascais e o Estoril, nomeadamente no Monte Estoril.
A Praia da Rata é uma pequena enseada que servia o antigo Hotel Estoril-Sol e onde agora se ergue um moderno edifício do arquiteto Gonçalo Byrne.
O nome desta praia dado pelos locais teve origem devido à existência de pequenos roedores que, no passado, nela deambulavam devido às saídas de antigos esgotos. Hoje a praia e a água estão limpas, mas persistiu o nome que dá origem a infindáveis trocadilhos verbais e piadas humorísticas. É muito comum escutar-se, por graça: "Vou apanhar sol na Rata!".
A Praia da Rata é uma praia de pequenas dimensões situada ao longo do paredão que constitui o passeio marítimo entre Cascais e o Estoril, perto da estação de caminhos de ferro do Monte Estoril.
O pontão que a ladeia é o responsável pela acumulação de areia que permite o descanso dos banhistas. A zona, no entanto, é rochosa, o que obriga os veraneantes a entrarem com cautela no mar e a verem bem onde põem os pés, para não se magoarem.
Estando situada em pleno espaço pedonal, a meio caminho entre Cascais e o Monte Estoril, a praia não tem estacionamento, sendo acessível através de um curto passeio a pé ou de bicicleta. É servida por duas esplanadas junto ao areal.